# The Cassandra Complex
The Cassandra Complex je anglická hudební skupina. Založili ji roku 1980 v Leedsu Rodney Orpheus a Paul Dillon a pojmenovali podle komplexu Kassandry, psychologického syndromu člověka, jehož varovné předpovědi nikdo nebere vážně. Skupina patřila k průkopníkům postpunkového alternativního hnutí dark wave a Electronic Body Music, při svých vystoupeních využívala experimentální multimediální show a stylově propojovala gothic rock, industriální hudbu a synth rock. V roce 1985 vydala vlastním nákladem první singl „March“ a v roce 1986 první album. V devadesátých letech Orpheus skupinu na čas opustil a založil v Německu vlastní projekt Sun God, vrátil se v roce 2007.

## Diskografie
- Grenade (1986)
- Zarah Leander's Greatest Hits (1987)
- Theomania (1988)
- Satan, Bugs Bunny, and me... (1989)
- Cyberpunx (1990)
- The War against Sleep (1992)
- Sex & Death (1993)
- Work 1.0 (1995)
- Wetware (2000)
- Plague (2022)
- Death & Sex (2024)